# Tu-70 (航空機)
Tu-70（ロシア語: Ту-70）とは、ソ連の航空機設計機関であったツポレフ設計局が開発しようとしていた、レシプロ4発旅客機である。

## 概要
Tu-70は、同じくツポレフが開発したTu-4爆撃機を旅客機に改造したバージョンであり、与圧キャビンに乗客72名を搭乗させ、長距離路線に就航させるというものであった。
また、原型機のTu-4は、元々アメリカ合衆国のボーイングB-29爆撃機をデッドコピーした機体であった。そのためB-29の旅客機型であるボーイング377になぞらえて「ソ連版ストラトクルーザー」とも言われる場合がある。
Tu-70は1946年11月27日に初飛行に成功し、運航試験の成績もよかった。そのため、量産化が計画された。しかし運航を担当するアエロフロートの準備ができなかったことと、ソ連軍部の要求によって実現されなかった。

## 性能一覧
- 乗員: 6名
- 乗客: 72名
- 全長: 35.4 m
- 全幅: 44.5 m
- 翼面積: 166 m2
- 空虚重量: 38,290 kg
- 最大離陸重量: 60,000 kg
- エンジン: シュベツォフ ASh-73TK 星型レシプロエンジン
- 出力: 1,800 kW（2,400馬力）X 4発
- 最大時速: 68 km/h
- 航続距離: 5,000 km
- 実用上昇限界高度: 11,000 m (36,000 ft)